# التهاب التامور الحاد
التهاب التامور الحاد ينشأ بشكل مفاجئ، بسبب عدوى بكتيرية أو فيروسية.

## الأعراض والعلامات
- ألم الصدر (وقد يمتد إلى الظهر أو الرقبة) يزداد عند الاستلقاء ويصبح التنفس أصعب.
- أرتفاع درجة حرارة جسم المريض (أكبر من 38 سيلسيوس) وتعرق شديد.
- صعوبة في البلع.
- سعال جاف.

## العلاج
يكمن بتناول المضادات الحيوية إن كان سبب ظهور المرض عدوى بكتيرية.